# Sydkorea i olympiska sommarspelen 2008
Sydkorea i olympiska sommarspelen 2008 bestod av 267 idrottare som blivit uttagna av Sydkoreas olympiska kommitté.

## Badminton
- Huvudartikel: Badminton vid olympiska sommarspelen 2008
- Herrar

| Namn                       | Gren   | 32-delsfinal | 16-delsfinal         | 8-delsfinal              | Kvartsfinal                      | Semifinal                      | Final                       | Final                            |        |
| Namn                       | Gren   | Resultat     | Resultat             | Resultat                 | Resultat                         | Resultat                       | Resultat                    | Plats                            |        |
| -------------------------- | ------ | ------------ | -------------------- | ------------------------ | -------------------------------- | ------------------------------ | --------------------------- | -------------------------------- | ------ |
| Lee Hyun-Il                | Singel |              |                      | Jonassen (DEN) (5) W 2-1 | Zwiebler (GER) W 2-0             | Bao (CHN) (3) W 2-0            | Lee Chong Wei (MAS) L 1-2   | Chen Jin (CHN) L 1-2             | 4th    |
| Park Sung-Hwan             | Singel |              | \|Dabeka (CAN) W 2-0 | Ekiring (UGA) W 2-0      | \|Lin (CHN) L 0-2                | Gick inte vidare               | Gick inte vidare            | Gick inte vidare                 |        |
| Hwang Ji-man Lee Jae-jin   | Dubbel |              |                      |                          | Choong och Lee (MAS) (4) W 2-1   | Ohtsuka och Masuda (JPN) W 2-1 | Haifeng och Yun( CHN) L 0-2 | Paaske och Rasmussen (DEN) W 2-1 | Bronze |
| Jung Jae-sung Lee Yong-dae | Dubbel | 3            |                      |                          | Paaske och Rasmussen (DEN) L 0-2 | Gick inte vidare               | Gick inte vidare            | Gick inte vidare                 |        |

- Damer

| Namn                       | Gren   | 32-delsfinal | 16-delsfinal         | 8-delsfinal          | Kvartsfinal               | Semifinal                | Final                            | Final                             |        |
| Namn                       | Gren   | Resultat     | Resultat             | Resultat             | Resultat                  | Resultat                 | Resultat                         | Plats                             |        |
| -------------------------- | ------ | ------------ | -------------------- | -------------------- | ------------------------- | ------------------------ | -------------------------------- | --------------------------------- | ------ |
| Jun Jae-Youn               | Singel |              | Augustyn (POL) W 2-0 | Augustyn (IRL) W 2-0 | Zhang (CHN) (2) L 0-2     | Gick inte vidare         | Gick inte vidare                 | Gick inte vidare                  |        |
| Ha Jung-Eun Kim Min-Jung   | Dubbel |              |                      |                      | Du och Yu (CHN) (2) L 1-2 | Gick inte vidare         | Gick inte vidare                 | Gick inte vidare                  |        |
| Lee Hyo-jung Lee Kyung-won | Dubbel | 4            |                      |                      | Chin och Wong (MAS) W 2-0 | Jiang och Li (SIN) W 2-0 | \|Maeda och Suetsuna (JPN) W 2-0 | \|Du Jing och Yu Yang (CHN) L 0-2 | Silver |

- Mixed

| Namn                      | Gren  | 32-delsfinal | 16-delsfinal                        | 8-delsfinal                    | Kvartsfinal                     | Semifinal                       | Final    | Final |
| Namn                      | Gren  | Resultat     | Resultat                            | Resultat                       | Resultat                        | Resultat                        | Resultat | Plats |
| ------------------------- | ----- | ------------ | ----------------------------------- | ------------------------------ | ------------------------------- | ------------------------------- | -------- | ----- |
| Han Sang-Hoon Hwang Yu-mi | Mixed |              | Natsir och Widianto (INA) (1) L 0-2 | Gick inte vidare               | Gick inte vidare                | Gick inte vidare                |          |       |
| Lee Hyo-jung Lee Yong-dae | Mixed |              | Cooper och Flavell (NZL) W 2-0      | Robertson och Emms (GBR) W 2-0 | Limpele och Marissa (INA) W 2-1 | Widianto och Natsir (INA) W 2-0 | Gold     |       |

## Baseball
- Huvudartikel: Baseboll vid olympiska sommarspelen 2008

Gruppmatcher
- 13 August  Sydkorea 8 – 7  USA
- 14 August  Sydkorea 0 – 0  Kina (Uppskjutet p.g.a. regn)
- 15 August  Sydkorea 1 – 0  Kanada
- 16 August  Sydkorea 5 – 3  Japan
- 17 August  Sydkorea 1 – 0  Kina
- 18 August  Sydkorea 9 – 8  Taiwan
- 19 August  Sydkorea 7 – 4  Kuba
- 20 August  Sydkorea 10 – 0  Nederländerna

| Lag           | G | W | L | RS | RA | Vinst% | GB | Tiebreaker |
| ------------- | - | - | - | -- | -- | ------ | -- | ---------- |
| Sydkorea      | 7 | 7 | 0 | 41 | 22 | 100%   | -  | -          |
| Kuba          | 7 | 6 | 1 | 52 | 23 | 85,7%  | 1  | -          |
| USA           | 7 | 5 | 2 | 40 | 22 | 71,4%  | 2  | -          |
| Japan         | 7 | 4 | 3 | 30 | 14 | 57,1%  | 3  | -          |
| Taiwan        | 7 | 2 | 5 | 29 | 33 | 28,6%  | 5  | 1-0        |
| Kanada        | 7 | 2 | 5 | 29 | 20 | 28,6%  | 5  | 0-1        |
| Nederländerna | 7 | 1 | 6 | 9  | 50 | 14,3%  | 6  | 1-0        |
| Kina          | 7 | 1 | 6 | 14 | 60 | 14,3%  | 6  | 0-1        |

Semifinaler
- 22 augusti  Sydkorea 6 – 2  Japan

Final
- 23 augusti   Sydkorea 3 – 2  Kuba

## Basketboll
- Huvudartikel: Basketboll vid olympiska sommarspelen 2008
- Damer

| Lag         | V | F | PF  | PA  | PDiff | Poäng |
| ----------- | - | - | --- | --- | ----- | ----- |
| Australien  | 5 | 0 | 349 | 264 | +85   | 10    |
| Ryssland    | 4 | 1 | 278 | 258 | +20   | 9     |
| Vitryssland | 2 | 3 | 320 | 332 | -12   | 7     |
| Sydkorea    | 2 | 3 | 352 | 360 | -8    | 7     |
| Lettland    | 1 | 4 | 266 | 315 | -49   | 6     |
| Brasilien   | 1 | 4 | 337 | 354 | -17   | 6     |

| 2008-08-09 |              |             |
| Sydkorea   | 68 – 62 (OT) | Brasilien   |
| 2008-08-11 |              |             |
| Sydkorea   | 72 – 77      | Ryssland    |
| 2008-08-13 |              |             |
| Sydkorea   | 62 – 90      | Australien  |
| 2008-08-15 |              |             |
| Sydkorea   | 53 – 63      | Vitryssland |
| 2008-08-17 |              |             |
| Sydkorea   | 72 – 68      | Lettland    |

|  | Kvartsfinal | Kvartsfinal | Kvartsfinal |            |            | Semifinal | Semifinal | Semifinal |            |            | Final      | Final      | Final |
|  |             |             |             |            |            |           |           |           |            |            |            |            |       |
|  | A2          | Ryssland    | 84          |            |            |           |           |           |            |            |            |            |       |
|  | B3          | Spanien     | 65          |            |            |           |           |           |            |            |            |            |       |
|  | B3          | Spanien     | 65          |            | A2         | Ryssland  | 52        |           |            |            |            |            |       |
|  |             |             |             |            | A2         | Ryssland  | 52        |           |            |            |            |            |       |
|  |             | B1          | USA         | 67         |            |           |           |           |            |            |            |            |       |
|  | B1          | B1          | USA         | 67         | USA        | 104       |           |           |            |            |            |            |       |
|  | B1          |             |             |            | USA        | 104       |           |           |            |            |            |            |       |
|  | A4          | Sydkorea    | 60          |            |            |           |           |           |            |            |            |            |       |
|  |             |             |             |            |            |           |           |           |            |            | B1         | USA        | 118   |
|  |             |             | A1          | Australien | 107        |           |           |           |            |            |            |            |       |
|  | B2          | Kina        | 77          |            |            |           |           |           |            |            |            |            |       |
|  | A3          | Vitryssland | 62          |            |            |           |           |           |            |            |            |            |       |
|  | A3          | Vitryssland | 62          |            | B2         | Kina      | 56        |           | Bronsmatch | Bronsmatch | Bronsmatch | Bronsmatch |       |
|  |             |             |             |            | B2         | Kina      | 56        |           | Bronsmatch | Bronsmatch | Bronsmatch | Bronsmatch |       |
|  |             | A1          | Australien  | 90         |            |           |           |           |            |            |            |            |       |
|  | A1          | A1          | Australien  | 90         | Australien | 76        |           | A2        | Ryssland   | 94         |            |            |       |
|  | A1          |             |             |            | Australien | 76        |           | A2        | Ryssland   | 94         |            |            |       |
|  | B4          | Tjeckien    | 46          |            |            |           |           |           |            |            | B2         | Kina       | 81    |

## Bordtennis
- Huvudartikel: Bordtennis vid olympiska sommarspelen 2008
- Singel, herrar

| Idrottare      | Gren   | Grundomgång          | Omgång 1             | Omgång 2             | Omgång 3                  | Omgång 4              | Kvartsfinal          | Semifinal            | Final                |
| Idrottare      | Gren   | Motståndare Resultat | Motståndare Resultat | Motståndare Resultat | Motståndare Resultat      | Motståndare Resultat  | Motståndare Resultat | Motståndare Resultat | Motståndare Resultat |
| -------------- | ------ | -------------------- | -------------------- | -------------------- | ------------------------- | --------------------- | -------------------- | -------------------- | -------------------- |
| Oh Sang-Eun    | Singel |                      |                      |                      | Toriola (NGR) W 4-3       | Timo Boll (GER) W 4-1 | Ma Lin (CHN) L 0-4   |                      |                      |
| Ryu Seung-Min  | Singel |                      |                      |                      | Ko Lai Chak (HKG) L 2-4   |                       |                      |                      |                      |
| Yoon Jae-Young | Singel |                      |                      | Henzell (AUS) W 4-3  | Schlager (AUT) (13) L 3-4 |                       |                      |                      |                      |

- Lag, herrar

| Lag              | Poäng | Matcher | Vinster | Förluster | GW | GL |
| ---------------- | ----- | ------- | ------- | --------- | -- | -- |
| Sydkorea         | 6     | 3       | 3       | 0         | 9  | 2  |
| Kinesiska Taipei | 5     | 3       | 2       | 1         | 7  | 6  |
| Sverige          | 4     | 3       | 1       | 2         | 5  | 6  |
| Brasilien        | 3     | 3       | 0       | 3         | 2  | 9  |

13 augusti
| Sydkorea | 3–0 | Sverige   |
| Sydkorea | 3–1 | Brasilien |

14 augusti
| Sydkorea | 3–1 | Kinesiska Taipei |

|  | Semifinaler | Semifinaler | Semifinaler | Semifinaler | Semifinaler |   |   | Final | Final | Final | Final | Final |  |
|  |             |             |             |             |             |   |   |       |       |       |       |       |  |
|  |             |             |             |             |             |   |   |       |       |       |       |       |  |
|  | 1           | Kina        | 3           | 3           | 3           |   |   |       |       |       |       |       |  |
|  | 1           | Kina        | 3           | 3           | 3           |   |   |       |       |       |       |       |  |
|  | 2           | Sydkorea    | 2           | 1           | 0           |   |   |       |       |       |       |       |  |
|  | 2           | Sydkorea    | 2           | 1           | 0           |   | 1 | Kina  | 3     | 3     | 3     |       |  |
|  |             |             |             |             |             |   | 1 | Kina  | 3     | 3     | 3     |       |  |
|  |             |             | 4           | Tyskland    | 0           | 1 | 1 |       |       |       |       |       |  |
|  | 4           | Tyskland    | 4           | Tyskland    | 0           | 1 | 1 | 3     | 3     | 1     |       |       |  |
|  | 4           | Tyskland    |             |             |             |   |   |       |       | 1     |       |       |  |
|  | 5           | Japan       | 2           | 1           | 3           |   |   |       |       |       |       |       |  |
|  | 5           | Japan       | 2           | 1           | 3           |   |   |       |       |       |       |       |  |
|  |             |             |             |             |             |   |   |       |       |       |       |       |  |

|  | Bronsmatcher, omgång 1 | Bronsmatcher, omgång 1 | Bronsmatcher, omgång 1 | Bronsmatcher, omgång 1 | Bronsmatcher, omgång 1 | Bronsmatcher, omgång 1 | Bronsmatcher, omgång 1 |  |  | Bronsmatcher, omgång 2 | Bronsmatcher, omgång 2 | Bronsmatcher, omgång 2 | Bronsmatcher, omgång 2 | Bronsmatcher, omgång 2 | Bronsmatcher, omgång 2 | Bronsmatcher, omgång 2 |  |  | Bronsmatch | Bronsmatch | Bronsmatch | Bronsmatch | Bronsmatch | Bronsmatch | Bronsmatch |
|  |                        |                        |                        |                        |                        |                        |                        |  |  |                        |                        |                        |                        |                        |                        |                        |  |  |            |            |            |            |            |            |            |
|  |                        |                        |                        |                        |                        |                        |                        |  |  | 2                      | Sydkorea               | 3                      | 2                      | 3                      | 3                      |                        |  |  |            |            |            |            |            |            |            |
|  | 3                      | Hongkong               | 3                      | 3                      | 3                      |                        |                        |  |  | 3                      | Hongkong               | 1                      | 3                      | 2                      | 2                      |                        |  |  |            |            |            |            |            |            |            |
|  | 6                      | Kinesiska Taipei       | 0                      | 2                      | 0                      |                        |                        |  |  |                        |                        |                        |                        |                        |                        |                        |  |  | 2          | Sydkorea   | 3          | 1          | 3          | 3          |            |
|  |                        |                        |                        |                        |                        |                        |                        |  |  |                        |                        |                        |                        |                        |                        |                        |  |  | 8          | Österrike  | 1          | 3          | 0          | 0          |            |
|  |                        |                        |                        |                        |                        |                        |                        |  |  | 5                      | Japan                  | 3                      | 0                      | 2                      | 1                      |                        |  |  |            |            |            |            |            |            |            |
|  | 8                      | Österrike              | 3                      | 3                      | 2                      | 3                      |                        |  |  | 8                      | Österrike              | 0                      | 3                      | 3                      | 3                      |                        |  |  |            |            |            |            |            |            |            |
|  | 10                     | Kroatien               | 0                      | 0                      | 3                      | 1                      |                        |  |  |                        |                        |                        |                        |                        |                        |                        |  |  |            |            |            |            |            |            |            |

- Singel, damer

| Idrottare     | Gren   | Grundomgång          | Omgång 1             | Omgång 2              | Omgång 3                     | Omgång 4                 | Kvartsfinal          | Semifinal            | Final                |
| Idrottare     | Gren   | Motståndare Resultat | Motståndare Resultat | Motståndare Resultat  | Motståndare Resultat         | Motståndare Resultat     | Motståndare Resultat | Motståndare Resultat | Motståndare Resultat |
| ------------- | ------ | -------------------- | -------------------- | --------------------- | ---------------------------- | ------------------------ | -------------------- | -------------------- | -------------------- |
| Dang Ye-Seo   | Singel |                      |                      | Miao Miao (AUS) W 4-1 | Feng Tianwei (SIN) (6) L 0-4 |                          |                      |                      |                      |
| Kim Kyung-Ah  | Singel |                      |                      |                       | Haruna (JPN) W 4-2           | Wang Chen (USA) L 3-4    |                      |                      |                      |
| Park Mi-Young | Singel |                      |                      |                       | Kim Jeong (PRK) W 4-0        | Wang Nan (CHN) (3) L 2-4 |                      |                      |                      |

- Lag, damer

| Lag        | Poäng | Matcher | Vinster | Förluster | GW | GL |
| ---------- | ----- | ------- | ------- | --------- | -- | -- |
| Sydkorea   | 6     | 3       | 3       | 0         | 9  | 0  |
| Japan      | 5     | 3       | 2       | 1         | 6  | 5  |
| Spanien    | 4     | 3       | 1       | 2         | 5  | 6  |
| Australien | 3     | 3       | 0       | 3         | 0  | 9  |

13 augusti
| Sydkorea | 3–0 | Spanien |

14 augusti
| Sydkorea | 3–0 | Australien |
| Sydkorea | 3–0 | Japan      |

|  | Semifinaler | Semifinaler | Semifinaler | Semifinaler | Semifinaler |   |   | Final | Final | Final | Final | Final |  |
|  |             |             |             |             |             |   |   |       |       |       |       |       |  |
|  |             |             |             |             |             |   |   |       |       |       |       |       |  |
|  | 1           | Kina        | 3           | 3           | 3           |   |   |       |       |       |       |       |  |
|  | 1           | Kina        | 3           | 3           | 3           |   |   |       |       |       |       |       |  |
|  | 3           | Hongkong    | 0           | 0           | 0           |   |   |       |       |       |       |       |  |
|  | 3           | Hongkong    | 0           | 0           | 0           |   | 1 | Kina  | 3     | 3     | 3     |       |  |
|  |             |             |             |             |             |   | 1 | Kina  | 3     | 3     | 3     |       |  |
|  |             |             | 2           | Singapore   | 1           | 1 | 0 |       |       |       |       |       |  |
|  | 2           | Singapore   | 2           | Singapore   | 1           | 1 | 0 | 3     | 2     | 3     |       |       |  |
|  | 2           | Singapore   |             |             |             |   |   |       |       | 3     |       |       |  |
|  | 4           | Sydkorea    | 0           | 3           | 0           |   |   |       |       |       |       |       |  |
|  | 4           | Sydkorea    | 0           | 3           | 0           |   |   |       |       |       |       |       |  |
|  |             |             |             |             |             |   |   |       |       |       |       |       |  |

|  | Bronsmatcher, omgång 1 | Bronsmatcher, omgång 1 | Bronsmatcher, omgång 1 | Bronsmatcher, omgång 1 | Bronsmatcher, omgång 1 | Bronsmatcher, omgång 1 | Bronsmatcher, omgång 1 |  |  | Bronsmatcher, omgång 2 | Bronsmatcher, omgång 2 | Bronsmatcher, omgång 2 | Bronsmatcher, omgång 2 | Bronsmatcher, omgång 2 | Bronsmatcher, omgång 2 | Bronsmatcher, omgång 2 |  |  | Bronsmatch | Bronsmatch | Bronsmatch | Bronsmatch | Bronsmatch | Bronsmatch | Bronsmatch |
|  |                        |                        |                        |                        |                        |                        |                        |  |  |                        |                        |                        |                        |                        |                        |                        |  |  |            |            |            |            |            |            |            |
|  |                        |                        |                        |                        |                        |                        |                        |  |  | 4                      | Sydkorea               | 3                      | 3                      | 3                      |                        |                        |  |  |            |            |            |            |            |            |            |
|  | 7                      | USA                    | 1                      | 3                      | 3                      | 3                      |                        |  |  | 7                      | USA                    | 1                      | 2                      | 2                      |                        |                        |  |  |            |            |            |            |            |            |            |
|  | 12                     | Rumänien               | 3                      | 0                      | 1                      | 0                      |                        |  |  |                        |                        |                        |                        |                        |                        |                        |  |  | 4          | Sydkorea   | 3          | 3          | 3          |            |            |
|  |                        |                        |                        |                        |                        |                        |                        |  |  |                        |                        |                        |                        |                        |                        |                        |  |  | 5          | Japan      | 1          | 1          | 0          |            |            |
|  |                        |                        |                        |                        |                        |                        |                        |  |  | 3                      | Hongkong               | 3                      | 2                      | 2                      | 3                      | 0                      |  |  |            |            |            |            |            |            |            |
|  | 9                      | Österrike              | 1                      | 1                      | 1                      |                        |                        |  |  | 5                      | Japan                  | 0                      | 3                      | 3                      | 1                      | 3                      |  |  |            |            |            |            |            |            |            |
|  | 5                      | Japan                  | 3                      | 3                      | 3                      |                        |                        |  |  |                        |                        |                        |                        |                        |                        |                        |  |  |            |            |            |            |            |            |            |

## Boxning
- Huvudartikel: Boxning vid olympiska sommarspelen 2008

| Tävlande      | Viktklass  | Sextondelsfinal            | Åttondelsfinal          | Kvartsfinal            | Semifinal                | Final                |        |
| Tävlande      | Viktklass  | Motståndare Resultat       | Motståndare Resultat    | Motståndare Resultat   | Motståndare Resultat     | Motståndare Resultat |        |
| ------------- | ---------- | -------------------------- | ----------------------- | ---------------------- | ------------------------ | -------------------- | ------ |
| Lee Ok-Sung   | Flugvikt   | Warren (USA) W 9-8         | Cherif (TUN) L 5-11     | Gick inte vidare       | Gick inte vidare         | Gick inte vidare     |        |
| Han Soon-Chul | Bantamvikt |                            | Manzanilla (VEN) L 6-17 | Gick inte vidare       | Gick inte vidare         | Gick inte vidare     |        |
| Baik Jong-Sub | Lättvikt   |                            | Sayota (THA) W 10-4     | Dzjavachjan (ARM) L WO | Gick inte vidare         | Gick inte vidare     |        |
| Kim Jung-Joo  | Weltervikt | Culcay-Keth (GER) W +11-11 | Jackson (ISV) W 10-0    | Andrade (USA) W 11-9   | Särsekbajev (KAZ) L 6-10 |                      | Bronze |
| Cho Deok-Jin  | Medelvikt  | Chomphuphuang (THA) L 3-9  | Gick inte vidare        | Gick inte vidare       | Gick inte vidare         | Gick inte vidare     |        |

## Brottning
- Huvudartikel: Brottning vid olympiska sommarspelen 2008

| Tävlande       | Gren                             | Kvalifikation          | 1/8 Final             | Kvartsfinal             | Semifinal            | Återkval 1           | Återkval 2           | Final                |
| Tävlande       | Gren                             | Motståndare Resultat   | Motståndare Resultat  | Motståndare Resultat    | Motståndare Resultat | Motståndare Resultat | Motståndare Resultat | Motståndare Resultat |
| -------------- | -------------------------------- | ---------------------- | --------------------- | ----------------------- | -------------------- | -------------------- | -------------------- | -------------------- |
| Kim Hyo-Sub    | Fristil, bantamvikt              |                        | Sanchez (ESP) W 2-0   | Sevdimov (AZE) L 1-2    |                      |                      |                      |                      |
| Kim Jong-Dae   | Fristil, fjädervikt              |                        | Ramazanov (MKD) L 0-2 |                         |                      |                      |                      |                      |
| Jung Young-Ho  | Fristil, lättvikt                |                        | Barzakov (BUL) L 1-2  |                         |                      |                      |                      |                      |
| Cho Byung-Kwan | Fristil, weltervikt              | Saitiev (RUS) L 0-2    |                       |                         |                      | Ahmet (TUR) W 2-1    | Fundora (CUB) L 0-2  |                      |
| Kim Jae-Gang   | Fristil, supertungvikt           |                        | Mutalimov (KAZ) L 0-2 |                         |                      |                      |                      |                      |
| Kim Hyung-Joo  | Fristil, flugvikt                |                        | Bremner (AUS) W 2-0   | Huynh (CAN) L 0-2       |                      |                      | Stadnik (AZE) L 0-2  |                      |
| Park Eun-Chul  | Fristil, lättvikt                |                        | Nyblom (DEN) W 2-0    | Mango (USA) W 2-0       | Mankiev (RUS) L 1-2  |                      |                      | Sourian (IRI) W 2-0  |
| Jung Ji-Hyun   | Grekisk-romersk stil, fjädervikt |                        | Dubinin (BLR) W 2-0   | Tengizbayev (KAZ) L 1-2 |                      |                      |                      |                      |
| Kim Min-Chul   | Grekisk-romersk stil, lättvikt   | Mohammadi (IRI) L 0-2  |                       |                         |                      |                      |                      |                      |
| Kim Jung-Sub   | Grekisk-romersk stil, mellanvikt | Abrahamian (SWE) L 1-2 |                       |                         |                      |                      |                      |                      |
| Han Tae-Young  | Grekisk-romersk stil, tungvikt   |                        | Englich (GER) L 0-2   |                         |                      |                      |                      |                      |

## Bågskytte
- Huvudartikel: Bågskytte vid olympiska sommarspelen 2008
- Herrar

| Namn                                      | Gren         | Rankingrunda | Rankingrunda | 32-delsfinal                 | 16-delsfinal                   | 8-delsfinal                               | Kvartsfinal                              | Semifinal                   | Final                     | Final  |
| Namn                                      | Gren         | Poäng        | Seed         | Resultat                     | Resultat                       | Resultat                                  | Resultat                                 | Resultat                    | Resultat                  | Plats  |
| ----------------------------------------- | ------------ | ------------ | ------------ | ---------------------------- | ------------------------------ | ----------------------------------------- | ---------------------------------------- | --------------------------- | ------------------------- | ------ |
| Im Dong-hyun                              | Individuellt | 670          | 8            | Salem (QAT) (37) W 108-103   | Johnson (USA) (40) W 115-106   | Wunderle (USA) (41) L 111-113             | Gick inte vidare                         | Gick inte vidare            | Gick inte vidare          |        |
| Lee Chang-hwan                            | Individuellt | 669          | 10           | Jiang (CHN) (55) W 112-108   | Ergin (TUR) (55) W 117-109 OR  | Chu Sian (MAS) (26) L 105 (+18)-105 (+19) | Gick inte vidare                         | Gick inte vidare            | Gick inte vidare          |        |
| Park Kyung-mo                             | Individuellt | 676          | 4            | Trainini (BRA) (61) W 116-99 | Cheng Wei (TPE) (29) W 111-110 | Dobrowolski (POL) (13) W 113-105          | Stevens (CUB) (28) W 108 (+19)-108 (+17) | Serrano (MEX) (1) W 115-112 | Ruban (UKR) (3) L 112-113 | Silver |
| Im Dong-hyun Lee Chang-hwan Park Kyung-mo | Lag          | 2015         | 1            |                              |                                |                                           | Polen (8) W 224-222                      | Kina (12) W 221-218         | Italien (6) W 227-225     | Gold   |

- Damer

| Namn                                    | Gren         | Rankingrunda | Rankingrunda | 32-delsfinal                     | 16-delsfinal                 | 8-delsfinal                      | Kvartsfinal                   | Semifinal                     | Final                         | Final  |
| Namn                                    | Gren         | Poäng        | Seed         | Resultat                         | Resultat                     | Resultat                         | Resultat                      | Resultat                      | Resultat                      | Plats  |
| --------------------------------------- | ------------ | ------------ | ------------ | -------------------------------- | ---------------------------- | -------------------------------- | ----------------------------- | ----------------------------- | ----------------------------- | ------ |
| Joo Hyun-jung                           | Individuellt | 664          | 3            | Romero (COL) (30) W 108-98       | Valeeva (ITA) (62) W 110-108 | Schuh (FRA) (14) W 109-104       | Juanjuan (CHN) (27) L 101-106 | Gick inte vidare              | Gick inte vidare              |        |
| Park Sung-hyun                          | Individuellt | 673          | 1            | \|Abbouda (MAR) (64) W 112-80    | Hitzler (GER) (33) W 112-107 | Romantzi (GRE) (49) W 115-103 OR | Hayakawa (JPN) (9) W 112-103  | Un Sil (PRK) (5) W 109-106    | Juanjuan (CHN) (27) L 109-110 | Silver |
| Yun Ok-hee                              | Individuellt | 667          | 2            | Kamaltdinova (TJK)(63) W 109-102 | Beaudet (CAN) (34) W 114-107 | Chen (CHN) (15) W 113-103        | Lorig (USA) (26) W 111-105    | Juanjuan (CHN) (27) L 111-109 | Un Sil (PRK) (5) W 109-106    | Bronze |
| Joo Hyun-jung Park Sung-hyun Yun Ok-hee | Lag          | 2004         | 1            |                                  |                              |                                  | Italien (9) W 231-217         | Frankrike (5) W 213-184       | Kina (3) W 224-215            | Gold   |

## Cykling
- Huvudartikel: Cykling vid olympiska sommarspelen 2008

### Landsväg
Herrar
| Cyklist        | Gren      | Tid                 | Placering |
| -------------- | --------- | ------------------- | --------- |
| Park Sung-Baek | Linjelopp | 7h 03′ 04″ (+39:15) | 88:e      |

Damer
| Cyklist     | Gren      | Tid                 | Placering |
| ----------- | --------- | ------------------- | --------- |
| Son Heejung | Linjelopp | 3h 45′ 59″ (+13:35) | 58:e      |
| Gu Sungeun  | Linjelopp | Avbröt              |           |

## Fotboll
- Huvudartikel: Fotboll vid olympiska sommarspelen 2008
- Herrar

| Nr          | Namn            | Klubb                    | Födelsedag | SM        | Mål       |           | Gult kort · Gult kort · Rött kort | Rött kort |
| Målvakter   | Målvakter       | Målvakter                | Målvakter  | Målvakter | Målvakter | Målvakter | Målvakter                         | Målvakter |
| ----------- | --------------- | ------------------------ | ---------- | --------- | --------- | --------- | --------------------------------- | --------- |
| 1           | Jung Sung-ryong | Seongnam Ilhwa           | 23         | 0         | 0         | 0         | 0                                 | 0         |
| 18          | Song Yoo-geol   | Incheon United           | 23         | 0         | 0         | 0         | 0                                 | 0         |
| Försvarare  |                 |                          |            |           |           |           |                                   |           |
| 2           | Shin Kwang-hoon | Pohang Steelers          | 21         | 0         | 0         | 0         | 0                                 | 0         |
| 3           | Kim Dong-jin*   | Zenith Saint-Petersbourg | 26         | 0         | 0         | 0         | 0                                 | 0         |
| 4           | Kang Min-soo    | Chonbuk Hyundai Motors   | 22         | 0         | 0         | 0         | 0                                 | 0         |
| 5           | Kim Chang-soo   | Busan I'Park             | 23         | 0         | 0         | 0         | 0                                 | 0         |
| 6           | Kim Jin-kyu     | FC Seoul                 | 23         | 0         | 0         | 0         | 0                                 | 0         |
| 15          | Kim Geun-hwan   | Kyung Hee University     | 22         | 0         | 0         | 0         | 0                                 | 0         |
| Mittfältare |                 |                          |            |           |           |           |                                   |           |
| 7           | Oh Jang-eun     | Ulsan Hyundai            | 23         | 0         | 0         | 0         | 0                                 | 0         |
| 8           | Kim Jung-woo*   | Seongnam Ilhwa           | 26         | 0         | 0         | 0         | 0                                 | 0         |
| 11          | Lee Chung-yong  | FC Seoul                 | 20         | 0         | 0         | 0         | 0                                 | 0         |
| 12          | Ki Sung-yong    | FC Seoul                 | 19         | 0         | 0         | 0         | 0                                 | 0         |
| 13          | Kim Seung-yong  | Gwangju Sangmu Phoenix   | 23         | 0         | 0         | 0         | 0                                 | 0         |
| 14          | Baek Ji-hoon    | Suwon Samsung Bluewings  | 23         | 0         | 0         | 0         | 0                                 | 0         |
| 16          | Cho Young-cheol | Yokohama FC              | 19         | 0         | 0         | 0         | 0                                 | 0         |
| Anfallare   |                 |                          |            |           |           |           |                                   |           |
| 9           | Shin Young-rok  | Suwon Samsung Bluewings  | 21         | 0         | 0         | 0         | 0                                 | 0         |
| 10          | Park Chu-young  | FC Seoul                 | 23         | 0         | 0         | 0         | 0                                 | 0         |
| 17          | Lee Keun-ho     | Daegu FC                 | 23         | 0         | 0         | 0         | 0                                 | 0         |
| Coach       |                 |                          |            |           |           |           |                                   |           |
|             | Park Sung-hwa   |                          |            |           |           |           |                                   |           |

- Grupp D

| Lag      | S | V | O | F | GM | IM | MS | P |
| -------- | - | - | - | - | -- | -- | -- | - |
| Italien  | 3 | 2 | 1 | 0 | 6  | 0  | +6 | 7 |
| Kamerun  | 3 | 1 | 2 | 0 | 2  | 1  | +1 | 5 |
| Sydkorea | 3 | 1 | 1 | 1 | 2  | 4  | −2 | 4 |
| Honduras | 3 | 0 | 0 | 3 | 0  | 5  | −5 | 0 |

|       | 2008-08-07 | Sydkorea U23       | 1 – 1     | Kamerun U23  | Qinhuangdao Olympic Sports Center Stadium, Qinhuangdao |                                          |
| 19.45 | 19.45      | Park Chu-Young 68′ | (Rapport) | Mandjeck 81′ | Publik: 21 943 Domare: Jair Marrufo, USA               | Publik: 21 943 Domare: Jair Marrufo, USA |
| 19.45 | 19.45      |                    |           |              | Publik: 21 943 Domare: Jair Marrufo, USA               | Publik: 21 943 Domare: Jair Marrufo, USA |
| 19.45 | 19.45      |                    |           |              | Publik: 21 943 Domare: Jair Marrufo, USA               | Publik: 21 943 Domare: Jair Marrufo, USA |

|       | 2008-08-10 | Italien U23                        | 3 – 0     | Sydkorea U23 | Qinhuangdao Olympic Sports Center Stadium, Qinhuangdao |                                                    |
| 19.45 | 19.45      | Rossi 15′ Rocchi 32′ Montolivo 90′ | (Rapport) |              | Publik: 29 455 Domare: Thomas Einwaller, Österrike     | Publik: 29 455 Domare: Thomas Einwaller, Österrike |
| 19.45 | 19.45      |                                    |           |              | Publik: 29 455 Domare: Thomas Einwaller, Österrike     | Publik: 29 455 Domare: Thomas Einwaller, Österrike |
| 19.45 | 19.45      |                                    |           |              | Publik: 29 455 Domare: Thomas Einwaller, Österrike     | Publik: 29 455 Domare: Thomas Einwaller, Österrike |

|       | 2008-08-13 | Sydkorea U23     | 1 – 0     | Honduras U23 | Shanghai Stadium, Shanghai                         |                                                    |
| 17.00 | 17.00      | Kim Dong-Jin 23′ | (Rapport) |              | Publik: 34 160 Domare: Michael Hester, Nya Zeeland | Publik: 34 160 Domare: Michael Hester, Nya Zeeland |
| 17.00 | 17.00      |                  |           |              | Publik: 34 160 Domare: Michael Hester, Nya Zeeland | Publik: 34 160 Domare: Michael Hester, Nya Zeeland |
| 17.00 | 17.00      |                  |           |              | Publik: 34 160 Domare: Michael Hester, Nya Zeeland | Publik: 34 160 Domare: Michael Hester, Nya Zeeland |

## Friidrott
- Huvudartikel: Friidrott vid olympiska sommarspelen 2008

Förkortningar
- Noteringar – Placeringarna avser endast löparens eget heat
- Q = Kvalificerad till nästa omgång
- q = Kvalificerade sig till nästa omgång som den snabbaste idrottaren eller, i fältgrenarna, via placering utan att uppnå kvalgränsen.
- NR = Nationellt rekord
- N/A = Omgången ingick inte i grenen
- Bye = Idrottaren behövde inte delta i denna omgång

Herrar
Bana och landsväg
| Idrottare       | Gren       | Heat     | Heat      | Kvartsfinal | Kvartsfinal | Semifinal        | Semifinal        | Final            | Final            |
| Idrottare       | Gren       | Resultat | Placering | Resultat    | Placering   | Resultat         | Placering        | Resultat         | Placering        |
| --------------- | ---------- | -------- | --------- | ----------- | ----------- | ---------------- | ---------------- | ---------------- | ---------------- |
| Lee Jung-Joon   | 110 m häck | 13.65    | 5 q       | 13.55       | 6           | Gick inte vidare | Gick inte vidare | Gick inte vidare | Gick inte vidare |
| Kim Yi-Yong     | Maraton    | i.u.     | i.u.      | i.u.        | i.u.        | i.u.             | i.u.             | 2:23:57          | 50               |
| Lee Bong-Ju     | Maraton    | i.u.     | i.u.      | i.u.        | i.u.        | i.u.             | i.u.             | 2:17:56          | 28               |
| Lee Myong-Seung | Maraton    | i.u.     | i.u.      | i.u.        | i.u.        | i.u.             | i.u.             | 2:14:37          | 18               |
| Kim Hyun-Sub    | 20 km gång | i.u.     | i.u.      | i.u.        | i.u.        | i.u.             | i.u.             | 1:22:57          | 23               |
| Park Chil-Sung  | 20 km gång | i.u.     | i.u.      | i.u.        | i.u.        | i.u.             | i.u.             | 1:25:07          | 33               |
| Kim Dong-Young  | 50 km gång | i.u.     | i.u.      | i.u.        | i.u.        | i.u.             | i.u.             | 4:02:32          | 31               |

Fältgrenar
| Idrottare      | Gren          | Kval    | Kval      | Final            | Final            |
| Idrottare      | Gren          | Distans | Placering | Distans          | Placering        |
| -------------- | ------------- | ------- | --------- | ---------------- | ---------------- |
| Kim Deok-Hyeon | Tresteg       | 16.88   | 18        | Gick inte vidare | Gick inte vidare |
| Kim Yoo-Suk    | Stavhopp      | NM      | —         | Gick inte vidare | Gick inte vidare |
| Park Jae-Myong | Spjutkastning | 76.63   | 17        | Gick inte vidare | Gick inte vidare |

Damer
Bana & landsväg
| Idrottare     | Gren       | Final    | Final     |
| Idrottare     | Gren       | Resultat | Placering |
| ------------- | ---------- | -------- | --------- |
| Chae Eun-Hee  | Maraton    | 2:38:52  | 53        |
| Lee Eun-Jung  | Maraton    | 2:33:07  | 25        |
| Lee Sun-young | Maraton    | 2:43:23  | 56        |
| Kim Mi-Jung   | 20 km gång | 1:33:55  | 29        |

Fältgrenar
| Idrottare    | Gren          | Kval  | Kval      | Final            | Final            |
| Idrottare    | Gren          | Längd | Placering | Längd            | Placering        |
| ------------ | ------------- | ----- | --------- | ---------------- | ---------------- |
| Jung Soon-Ok | Längdhopp     | 6.33  | 14        | Gick inte vidare | Gick inte vidare |
| Lee Mi-Young | Kulstötning   | 15.10 | 33        | Gick inte vidare | Gick inte vidare |
| Kim Kyung-Ae | Spjutkastning | 53.13 | 46        | Gick inte vidare | Gick inte vidare |

## Fäktning
- Huvudartikel: Fäktning vid olympiska sommarspelen 2008

Herrar
| Idrottare                             | Gren                  | Omgång 1             | Sextondelsfinal        | Åttondelsfinal      | Kvartsfinal           | Semifinal                                  | Final / BM                      | Final / BM       |
| Idrottare                             | Gren                  | Motståndare Poäng    | Motståndare Poäng      | Motståndare Poäng   | Motståndare Poäng     | Motståndare Poäng                          | Motståndare Poäng               | Placering        |
| ------------------------------------- | --------------------- | -------------------- | ---------------------- | ------------------- | --------------------- | ------------------------------------------ | ------------------------------- | ---------------- |
| Jung Jin-Sun                          | Värja, individuellt   | BYE                  | Li Gj (CHN) W 15–6     | Tjumak (UKR) W 15–6 | Jeannet (FRA) L 11–15 | Gick inte vidare                           | Gick inte vidare                | Gick inte vidare |
| Kim Seung Gu                          | Värja, individuellt   | Maduma (RSA) W 15–12 | Imre (HUN) L 14–15     | Gick inte vidare    | Gick inte vidare      | Gick inte vidare                           | Gick inte vidare                | Gick inte vidare |
| Kim Won-Jin                           | Värja, individuellt   | BYE                  | Abajo (ESP) L 14–15    | Gick inte vidare    | Gick inte vidare      | Gick inte vidare                           | Gick inte vidare                | Gick inte vidare |
| Jung Jin-Sun Kim Seung Gu Kim Won-Jin | Värja, lag            | i.u.                 | i.u.                   | i.u.                | Italien L 37–45       | Klassificeringssemifinal Venezuela L 38–45 | 7:e plast-final Ukraina L 39–41 | 8                |
| Choi Byung-Chul                       | Florett, individuellt | i.u.                 | Al-Hamadi (QAT) W 15–3 | Ota (JPN) L 14–15   | Gick inte vidare      | Gick inte vidare                           | Gick inte vidare                | Gick inte vidare |
| Oh Eun-Seok                           | Sabel, individuellt   | BYE                  | Lapkes (BLR) W 15–8    | Lopez (FRA) L 11–15 | Gick inte vidare      | Gick inte vidare                           | Gick inte vidare                | Gick inte vidare |

Damer
| Idrottare     | Gren                  | Omgång 1          | Sextondelsfinal             | Åttondelsfinal         | Kvartsfinal            | Semifinal              | Final / BM          | Final / BM       |
| Idrottare     | Gren                  | Motståndare Poäng | Motståndare Poäng           | Motståndare Poäng      | Motståndare Poäng      | Motståndare Poäng      | Motståndare Poäng   | Placering        |
| ------------- | --------------------- | ----------------- | --------------------------- | ---------------------- | ---------------------- | ---------------------- | ------------------- | ---------------- |
| Jung Hyo-Jung | Värja, individuellt   | i.u.              | Hurley (USA) W 15–6         | Heidemann (GER) L 5–12 | Gick inte vidare       | Gick inte vidare       | Gick inte vidare    | Gick inte vidare |
| Jung Gil-Ok   | Florett, individuellt | BYE               | Sugawara (JPN) L 9–11       | Gick inte vidare       | Gick inte vidare       | Gick inte vidare       | Gick inte vidare    | Gick inte vidare |
| Nam Hyun-Hee  | Florett, individuellt | BYE               | Shaban (EGY) W 15–6         | Varga (HUN) W 15–4     | Sugawara (JPN) W 15–10 | Trillini (ITA) W 15-10 | Vezzali (ITA) L 5–6 | 2                |
| Kim Keum-Hwa  | Sabel, individuellt   | BYE               | Vergne (FRA) W 15–14        | Tan (CHN) L 8–15       | Gick inte vidare       | Gick inte vidare       | Gick inte vidare    | Gick inte vidare |
| Lee Shin-Mi   | Sabel, individuellt   | BYE               | Ovttjinnikova (CAN) L 13–15 | Gick inte vidare       | Gick inte vidare       | Gick inte vidare       | Gick inte vidare    | Gick inte vidare |

## Gymnastik
- Huvudartikel: Gymnastik vid olympiska sommarspelen 2008

### Artistisk gymnastik
Herrar
Lag
| Gymnast        | Gren | Kval    | Kval     | Kval    | Kval    | Kval     | Kval    | Kval    | Kval      | Final        | Final        | Final        | Final        | Final        | Final        | Final        | Final        |
| Gymnast        | Gren | Redskap | Redskap  | Redskap | Redskap | Redskap  | Redskap | Totalt  | Placering | Redskap      | Redskap      | Redskap      | Redskap      | Redskap      | Redskap      | Totalt       | Placering    |
| Gymnast        | Gren | F       | PH       | R       | V       | PB       | HB      | Totalt  | Placering | F            | PH           | R            | V            | PB           | HB           | Totalt       | Placering    |
| -------------- | ---- | ------- | -------- | ------- | ------- | -------- | ------- | ------- | --------- | ------------ | ------------ | ------------ | ------------ | ------------ | ------------ | ------------ | ------------ |
| Kim Dae Eun    | Lag  | 15.500  | 14.725   | 15.450  | 16.050  | 16.050   | 14.625  | 92.400  | 3 Q       | 15.625       | i.u.         | 15.275       | 15.950       | 15.925       | 14.400       | i.u.         | i.u.         |
| Kim Ji-Hoon    | Lag  | 14.975  | 15.175 Q | i.u.    | 15.650  | i.u.     | 14.525  | i.u.    | i.u.      | i.u.         | 14.850       | i.u.         | i.u.         | i.u.         | 15.450       | i.u.         | i.u.         |
| Kim Seung-Il   | Lag  | 14.975  | 14.550   | 14.325  | 15.650  | 15.325   | 12.175  | 87.000  | 34        | Tävlade inte | Tävlade inte | Tävlade inte | Tävlade inte | Tävlade inte | Tävlade inte | Tävlade inte | Tävlade inte |
| Kim Soo-Myun   | Lag  | 15.575  | 13.800   | 14.175  | 16.025  | 15.350   | 14.975  | 89.900  | 18*       | 15.825       | 14.675       | i.u.         | 15.925       | i.u.         | 15.175       | i.u.         | i.u.         |
| Yang Tae Young | Lag  | 13.850  | 15.000   | 14.875  | 16.000  | 16.100 Q | 13.475  | 89.300  | 22 Q      | 14.900       | 13.525       | 14.750       | 15.350       | 15.450       | i.u.         | i.u.         | i.u.         |
| Yoo Won-Chul   | Lag  | i.u.    | i.u.     | 15.575  | i.u.    | 16.150 Q | i.u.    | i.u.    | i.u.      | i.u.         | i.u.         | 15.475       | i.u.         | 15.850       | i.u.         | i.u.         | i.u.         |
| Totalt         | Lag  | 61.025  | 59.450   | 60.225  | 63.725  | 63.650   | 57.600  | 365.675 | 4 Q       | 46.350       | 43.050       | 45.500       | 47.225       | 47.225       | 45.025       | 274.375      | 5            |

Individuella finaler
| Gymnast        | Gren      | Redskap | Redskap | Redskap | Redskap | Redskap | Redskap | Totalt | Placering |
| Gymnast        | Gren      | F       | PH      | R       | V       | PB      | HB      | Totalt | Placering |
| -------------- | --------- | ------- | ------- | ------- | ------- | ------- | ------- | ------ | --------- |
| Kim Dae Eun    | Mångkamp  | 15.225  | 13.650  | 15.400  | 15.625  | 16.000  | 14.875  | 90.775 | 11        |
| Kim Ji-Hoon    | Bygelhäst | i.u.    | 15.175  | i.u.    | i.u.    | i.u.    | i.u.    | 15.175 | 6         |
| Yang Tae Young | Mångkamp  | 15.225  | 14.300  | 14.900  | 16.075  | 16.350  | 14.750  | 91.600 | 8         |
| Yang Tae Young | Barr      | i.u.    | i.u.    | i.u.    | i.u.    | 15.650  | i.u.    | 15.650 | 7         |
| Yoo Won-Chul   | Barr      | i.u.    | i.u.    | i.u.    | i.u.    | 16.250  | i.u.    | 16.250 | 2         |

Damer
| Gymnast     | Gren     | Kval    | Kval    | Kval    | Kval    | Kval   | Kval      | Final            | Final            | Final            | Final            | Final            | Final            |
| Gymnast     | Gren     | Redskap | Redskap | Redskap | Redskap | Totalt | Placering | Redskap          | Redskap          | Redskap          | Redskap          | Totalt           | Placering        |
| Gymnast     | Gren     | F       | V       | UB      | BB      | Totalt | Placering | F                | V                | UB               | BB               | Totalt           | Placering        |
| ----------- | -------- | ------- | ------- | ------- | ------- | ------ | --------- | ---------------- | ---------------- | ---------------- | ---------------- | ---------------- | ---------------- |
| Jo Hyun-Joo | Mångkamp | 13.375  | 14.125  | 11.875  | 13.400  | 52.775 | 58        | Gick inte vidare | Gick inte vidare | Gick inte vidare | Gick inte vidare | Gick inte vidare | Gick inte vidare |

### Rytmisk gymnastik
| Gymnast     | Gren         | Kval   | Kval     | Kval   | Kval   | Kval   | Kval      | Final            | Final            | Final            | Final            | Final            | Final            |
| Gymnast     | Gren         | Rep    | Tunnband | Käglor | Band   | Total  | Placering | Rep              | Tunnband         | Käglor           | Band             | Totalt           | Placering        |
| ----------- | ------------ | ------ | -------- | ------ | ------ | ------ | --------- | ---------------- | ---------------- | ---------------- | ---------------- | ---------------- | ---------------- |
| Shin Soo-Ji | Individuellt | 16.325 | 16.375   | 16.600 | 16.850 | 66.150 | 12        | Gick inte vidare | Gick inte vidare | Gick inte vidare | Gick inte vidare | Gick inte vidare | Gick inte vidare |

## Handboll
- Huvudartikel: Handboll vid olympiska sommarspelen 2008

Damer
Gruppspel
| Nr | Land      | SM | V | O | F | GM  | IM  | MS  | Poäng |
| -- | --------- | -- | - | - | - | --- | --- | --- | ----- |
| 1  | Ryssland  | 5  | 4 | 1 | 0 | 148 | 125 | +23 | 9     |
| 2  | Sydkorea  | 5  | 3 | 1 | 1 | 155 | 127 | +28 | 7     |
| 3  | Ungern    | 5  | 2 | 1 | 2 | 129 | 142 | -13 | 5     |
| 4  | Sverige   | 5  | 2 | 0 | 3 | 123 | 137 | -14 | 4     |
| 5  | Brasilien | 5  | 1 | 1 | 2 | 124 | 137 | -13 | 3     |
| 6  | Tyskland  | 5  | 1 | 0 | 4 | 123 | 134 | -11 | 2     |

Slutspel
|  | Kvartsfinal | Kvartsfinal | Kvartsfinal |       |               | Semifinal | Semifinal | Semifinal |            |            | Final      | Final      | Final |
|  |             |             |             |       |               |           |           |           |            |            |            |            |       |
|  | A2          | Rumänien    | 30          |       |               |           |           |           |            |            |            |            |       |
|  | B3          | Ungern      | 34          |       |               |           |           |           |            |            |            |            |       |
|  | B3          | Ungern      | 34          |       | B3            | Ungern    | 20        |           |            |            |            |            |       |
|  |             |             |             |       | B3            | Ungern    | 20        |           |            |            |            |            |       |
|  |             | B1          | Ryssland    | 22    |               |           |           |           |            |            |            |            |       |
|  | B1          | B1          | Ryssland    | 22    | Ryssland(2ÖT) | 32        |           |           |            |            |            |            |       |
|  | B1          |             |             |       | Ryssland(2ÖT) | 32        |           |           |            |            |            |            |       |
|  | A4          | Frankrike   | 31          |       |               |           |           |           |            |            |            |            |       |
|  |             |             |             |       |               |           |           |           |            |            | B1         | Ryssland   | 27    |
|  |             |             | A1          | Norge | 34            |           |           |           |            |            |            |            |       |
|  | B2          | Sydkorea    | 31          |       |               |           |           |           |            |            |            |            |       |
|  | A3          | Kina        | 23          |       |               |           |           |           |            |            |            |            |       |
|  | A3          | Kina        | 23          |       | B2            | Sydkorea  | 28        |           | Bronsmatch | Bronsmatch | Bronsmatch | Bronsmatch |       |
|  |             |             |             |       | B2            | Sydkorea  | 28        |           | Bronsmatch | Bronsmatch | Bronsmatch | Bronsmatch |       |
|  |             | A1          | Norge       | 29    |               |           |           |           |            |            |            |            |       |
|  | A1          | A1          | Norge       | 29    | Norge         | 31        |           | B3        | Ungern     | 28         |            |            |       |
|  | A1          |             |             |       | Norge         | 31        |           | B3        | Ungern     | 28         |            |            |       |
|  | B4          | Sverige     | 24          |       |               |           |           |           |            |            | B2         | Sydkorea   | 33    |

Herrar
Gruppspel
| Nr | Land     | SM | V | O | F | GM  | IM  | MS | Poäng |
| -- | -------- | -- | - | - | - | --- | --- | -- | ----- |
| 1  | Sydkorea | 5  | 3 | 0 | 2 | 122 | 129 | -7 | 6     |
| 2  | Danmark  | 5  | 2 | 2 | 1 | 137 | 131 | +6 | 5     |
| 3  | Island   | 5  | 2 | 2 | 1 | 151 | 146 | +5 | 6     |
| 4  | Ryssland | 5  | 2 | 1 | 2 | 136 | 131 | +5 | 5     |
| 5  | Tyskland | 5  | 2 | 1 | 2 | 126 | 130 | -4 | 6     |
| 6  | Egypten  | 5  | 0 | 2 | 3 | 127 | 132 | -5 | 2     |

Slutspel
|  | Kvartsfinal | Kvartsfinal | Kvartsfinal |           |           | Semifinal | Semifinal | Semifinal |            |            | Final      | Final      | Final |
|  |             |             |             |           |           |           |           |           |            |            |            |            |       |
|  | A2          | Polen       | 30          |           |           |           |           |           |            |            |            |            |       |
|  | B3          | Island      | 32          |           |           |           |           |           |            |            |            |            |       |
|  | B3          | Island      | 32          |           | B3        | Island    | 36        |           |            |            |            |            |       |
|  |             |             |             |           | B3        | Island    | 36        |           |            |            |            |            |       |
|  |             | A4          | Spanien     | 30        |           |           |           |           |            |            |            |            |       |
|  | B1          | A4          | Spanien     | 30        | Sydkorea  | 24        |           |           |            |            |            |            |       |
|  | B1          |             |             |           | Sydkorea  | 24        |           |           |            |            |            |            |       |
|  | A4          | Spanien     | 29          |           |           |           |           |           |            |            |            |            |       |
|  |             |             |             |           |           |           |           |           |            |            | B3         | Island     | 23    |
|  |             |             | A1          | Frankrike | 28        |           |           |           |            |            |            |            |       |
|  | B2          | Danmark     | 24          |           |           |           |           |           |            |            |            |            |       |
|  | A3          | Kroatien    | 26          |           |           |           |           |           |            |            |            |            |       |
|  | A3          | Kroatien    | 26          |           | A3        | Kroatien  | 23        |           | Bronsmatch | Bronsmatch | Bronsmatch | Bronsmatch |       |
|  |             |             |             |           | A3        | Kroatien  | 23        |           | Bronsmatch | Bronsmatch | Bronsmatch | Bronsmatch |       |
|  |             | A1          | Frankrike   | 25        |           |           |           |           |            |            |            |            |       |
|  | A1          | A1          | Frankrike   | 25        | Frankrike | 27        |           | A4        | Spanien    | 35         |            |            |       |
|  | A1          |             |             |           | Frankrike | 27        |           | A4        | Spanien    | 35         |            |            |       |
|  | B4          | Ryssland    | 24          |           |           |           |           |           |            |            | A3         | Kroatien   | 29    |

## Judo
Herrar
| Idrottare    | Gren                     | Inledande omgång         | Sextondelsfinal              | Åttondelsfinal                | Kvartsfinal                  | Semifinal                | Återkval 1           | Återkval 2               | Återkval 3                     | Final / BM                 | Final / BM       |
| Idrottare    | Gren                     | Motståndare Resultat     | Motståndare Resultat         | Motståndare Resultat          | Motståndare Resultat         | Motståndare Resultat     | Motståndare Resultat | Motståndare Resultat     | Motståndare Resultat           | Motståndare Resultat       | Placering        |
| ------------ | ------------------------ | ------------------------ | ---------------------------- | ----------------------------- | ---------------------------- | ------------------------ | -------------------- | ------------------------ | ------------------------------ | -------------------------- | ---------------- |
| Choi Min-Ho  | Extra lättvikt (-60 kg)  | BYE                      | Albarracín (ARG) W 1000–0000 | Akhondzadeh (IRI) W 1000–0000 | Sobirov (UZB) W 1001–0000    | Houkes (NED) W 1000–0000 | BYE                  | BYE                      | BYE                            | Paischer (AUT) W 1000–0000 | 1                |
| Kim Joo-Jin  | Halv lättvikt (-66 kg)   | BYE                      | Derly (BRA) L 0001–0002      | Gick inte vidare              | Gick inte vidare             | Gick inte vidare         | Gick inte vidare     | Gick inte vidare         | Gick inte vidare               | Gick inte vidare           | Gick inte vidare |
| Wang Ki-Chun | Lättvikt (-73 kg)        | i.u.                     | Ibragimov (KAZ) W 1011–0000  | Muminov (UZB) W 1100–0000     | Guilheiro (BRA) W 0100–0000  | Boqiev (TJK) W 0010–0001 | BYE                  | BYE                      | BYE                            | Mammadli (AZE) L 0000–1000 | 2                |
| Kim Jae-Bum  | Halv mellanvikt (-81 kg) | BYE                      | Shundzikau (BLR) W 0011–0000 | Krawczyk (POL) W 1100–0001    | Neto (POR) W 0001–0000       | Elmont (NED) W 0001–0000 | BYE                  | BYE                      | BYE                            | Bischof (GER) L 0000–0010  | 2                |
| Choi Sun-Ho  | Mellanvikt (-90 kg)      | i.u.                     | Mesbah (EGY) L 0000–0000 YUS | Gick inte vidare              | Gick inte vidare             | Gick inte vidare         | Gick inte vidare     | Gick inte vidare         | Gick inte vidare               | Gick inte vidare           | Gick inte vidare |
| Jang Sung-Ho | Halv tungvikt (-100 kg)  | i.u.                     | Rosales (VEN) W 1010–0001    | Despaigne (CUB) W 0001–0000   | Naidangiin (MGL) L 0010–0011 | Gick inte vidare         | BYE                  | Behrla (GER) W 1000–0000 | Zhorzholiani (GEO) L 0020–0021 | Gick inte vidare           | Gick inte vidare |
| Kim Sung-Bum | Tungvikt (+100 kg)       | Brutus (HAI) W 1001–0000 | Padar (EST) L 0000–1100      | Gick inte vidare              | Gick inte vidare             | Gick inte vidare         | Gick inte vidare     | Gick inte vidare         | Gick inte vidare               | Gick inte vidare           | Gick inte vidare |

Damer
| Idrottare       | Gren                     | Sextondelsfinal           | Åttondelsfinal                | Kvartsfinal                | Semifinal                  | Återkval 1               | Återkval 2                      | Återkval 3                   | Final / BM                 | Final / BM       |
| Idrottare       | Gren                     | Motståndare Resultat      | Motståndare Resultat          | Motståndare Resultat       | Motståndare Resultat       | Motståndare Resultat     | Motståndare Resultat            | Motståndare Resultat         | Motståndare Resultat       | Placering        |
| --------------- | ------------------------ | ------------------------- | ----------------------------- | -------------------------- | -------------------------- | ------------------------ | ------------------------------- | ---------------------------- | -------------------------- | ---------------- |
| Kim Young-Ran   | Extra lättvikt (-48 kg)  | BYE                       | Lusnikova (UKR) W 0100–0000   | Dumitru (ROU) L 0000–1000  | Gick inte vidare           | BYE                      | Csernoviczki (HUN) L 0000–0001  | Gick inte vidare             | Gick inte vidare           | Gick inte vidare |
| Kim Kyung-Ok    | Halv lättvikt (-52 kg)   | BYE                       | García (DOM) W 1003–0000      | Haddad (ALG) L 0001–0210   | Gick inte vidare           | BYE                      | Müller (LUX) W 0010–0001        | Carrascosa (ESP) W 1010–0001 | Nakamura (JPN) L 0000–0200 | 5                |
| Kang Sin-Young  | Lättvikt (-57 kg)        | Quadros (BRA) L 0002–0011 | Gick inte vidare              | Gick inte vidare           | Gick inte vidare           | Gick inte vidare         | Gick inte vidare                | Gick inte vidare             | Gick inte vidare           | Gick inte vidare |
| Kong Ja-Young   | Halv mellanvikt (-63 kg) | Yuri (BRA) W 1000–0100    | Xu Yh (CHN) W 0100–0012       | Tanimoto (JPN) L 0001–1000 | Gick inte vidare           | BYE                      | Barreto (VEN) L 0100–1001       | Gick inte vidare             | Gick inte vidare           | Gick inte vidare |
| Park Ka-Yeon    | Mellanvikt (-70 kg)      | Ueno (JPN) L 0000–1010    | Gick inte vidare              | Gick inte vidare           | Gick inte vidare           | Wang J (CHN) L 0000–1010 | Gick inte vidare                | Gick inte vidare             | Gick inte vidare           | Gick inte vidare |
| Jeong Gyeong-Mi | Halv tungvikt (-78 kg)   | BYE                       | Rogers (GBR) W 0001–0000      | Wollert (GER) W 1002–0000  | Castillo (CUB) L 0000–0001 | BYE                      | BYE                             | BYE                          | Silva (BRA) W 1010–0000    | 3                |
| Kim Na-Young    | Tungvikt (+78 kg)        | BYE                       | Chikhrouhou (TUN) W 0011–0001 | Tong W (CHN) L 0000–1001   | Gick inte vidare           | BYE                      | Donguzashvili (RUS) W 1000–0000 | Ramadan (EGY) W 0200–0000    | Polavder (SLO) L 0000–0001 | 5                |

## Kanotsport
Sprint
| Kanotist    | Gren               | Heat     | Heat      | Semifinal        | Semifinal        | Final            | Final            |
| Kanotist    | Gren               | Tid      | Placering | Tid              | Placering        | Tid              | Placering        |
| ----------- | ------------------ | -------- | --------- | ---------------- | ---------------- | ---------------- | ---------------- |
| Lee Soon-Ja | Damernas K-1 500 m | 1:58.140 | 8         | Gick inte vidare | Gick inte vidare | Gick inte vidare | Gick inte vidare |

## Landhockey
Herrar
Coach: Cho Myung-Jun
| 1. Ko Dong-Sik (GK) 2. Kim Byung-Hoon 3. Kim Chul 4. Kim Yong-Bae 5. Lee Nam-Yong 6. Seo Jong-Ho (c) 7. Kang Seong-Jung 8. Yoon Sung-Hoon | 1. You Hyo-Sik 2. Yeo Woon-Kon 3. Cha Jong-Bok 4. Lee Myung-Ho (GK) 5. Hong Eun-Seong 6. Kang Moon-Kweon 7. Kim Sam-Seok 8. Jang Jong-Hyun |

Reserver:
1. Lee Jae-Won
2. Hyun Hye-Sung

Gruppspel
|             | Pld | W | D | L | GF | GA | GD | Pts |
| ----------- | --- | - | - | - | -- | -- | -- | --- |
| Spanien     | 5   | 4 | 0 | 1 | 9  | 5  | +4 | 12  |
| Tyskland    | 5   | 3 | 2 | 0 | 12 | 6  | +6 | 11  |
| Sydkorea    | 5   | 2 | 1 | 2 | 13 | 11 | +2 | 7   |
| Nya Zeeland | 5   | 2 | 1 | 2 | 10 | 9  | +1 | 7   |
| Belgien     | 5   | 1 | 1 | 3 | 9  | 13 | −4 | 4   |
| Kina        | 5   | 0 | 1 | 4 | 7  | 16 | −9 | 1   |

Damer
Coach: Jennifer King
| 1. Mariette Rix (GK) 2. Vuyisanani Mangisa (GK) 3. Kate Hector 4. Taryn Hosking 5. Cindy Brown 6. Marsha Marescia (c) 7. Shelley Russell 8. Lisa-Marie Deetlefs | 1. Jenny Wilson 2. Lesle-Ann George 3. Vida Ryan 4. Vidette Ryan 5. Lenise Marais 6. Kathleen Taylor 7. Fiona Butler 8. Tarryn Bright |

Reserver:
1. Henriette du Buisson
2. Farrah Fredericks

Gruppspel
|               | Pld | W | D | L | GF | GA | GD  | Pts |
| ------------- | --- | - | - | - | -- | -- | --- | --- |
| Nederländerna | 5   | 5 | 0 | 0 | 14 | 3  | +11 | 15  |
| Kina          | 5   | 3 | 1 | 1 | 14 | 4  | +10 | 10  |
| Australien    | 5   | 3 | 1 | 1 | 17 | 9  | +8  | 10  |
| Spanien       | 5   | 2 | 0 | 3 | 4  | 12 | −8  | 6   |
| Sydkorea      | 5   | 1 | 0 | 4 | 13 | 18 | −5  | 3   |
| Sydafrika     | 5   | 0 | 0 | 5 | 2  | 18 | −16 | 0   |

## Modern femkamp
| Idrottare      | Gren   | Skytte (10 meter luftpistol) | Skytte (10 meter luftpistol) | Skytte (10 meter luftpistol) | Fäktning (värja) | Fäktning (värja) | Fäktning (värja) | Simning (200 m frisim) | Simning (200 m frisim) | Simning (200 m frisim) | Ridsport (hästhoppning) | Ridsport (hästhoppning) | Ridsport (hästhoppning) | Löpning (3000 m) | Löpning (3000 m) | Löpning (3000 m) | Totalpoäng | Slutresultat |
| Idrottare      | Gren   | Poäng                        | Placering                    | MF-poäng                     | Resultat         | Placering        | MF-poäng         | Tid                    | Placering              | MF-poäng               | Straff                  | Placering               | MF-poäng                | Tid              | Placering        | MF-poäng         | Totalpoäng | Slutresultat |
| -------------- | ------ | ---------------------------- | ---------------------------- | ---------------------------- | ---------------- | ---------------- | ---------------- | ---------------------- | ---------------------- | ---------------------- | ----------------------- | ----------------------- | ----------------------- | ---------------- | ---------------- | ---------------- | ---------- | ------------ |
| Lee Choon-Huan | Herrar | 176                          | 26                           | 1048                         | 19–16            | 10               | 856              | 2:09,18                | 27                     | 1252                   | 1116*                   | 34                      | 84                      | 9:41,05          | 20               | 1076             | 4316       | 33           |
| Nam Dong-Hong  | Herrar | 181                          | 18                           | 1108                         | 15–20            | 24               | 760              | 2:05,28                | 16                     | 1300                   | 380                     | 30                      | 540                     | 8:55,57 OR       | 1                | 1260             | 4968       | 28           |
| Yun Cho-Rong   | Damer  | 166                          | 34                           | 928                          | 16–19            | 22               | 784              | 2:22,88                | 24                     | 1208                   | 140                     | 24                      | 1060                    | 11:47,30         | 35               | 892              | 4872       | 33           |

* Fullföljde inte

## Ridsport

### Dressyr
| Idrottare     | Häst         | Gren                | Grand Prix | Grand Prix | Grand Prix Special | Grand Prix Special | Grand Prix Fristil | Grand Prix Fristil | Totalt           | Totalt           |
| Idrottare     | Häst         | Gren                | Poäng      | Placering  | Poäng              | Placering          | Poäng              | Placering          | Poäng            | Placering        |
| ------------- | ------------ | ------------------- | ---------- | ---------- | ------------------ | ------------------ | ------------------ | ------------------ | ---------------- | ---------------- |
| Choi Jun-Sang | Cinque Cento | Individuell dressyr | 57,333     | 46         | Gick inte vidare   | Gick inte vidare   | Gick inte vidare   | Gick inte vidare   | Gick inte vidare | Gick inte vidare |

## Rodd
Herrar
| Idrottare                   | Gren                    | Heat    | Heat      | Återkval | Återkval  | Semifinal | Semifinal | Final   | Final     | Final |
| Idrottare                   | Gren                    | Tid     | Placering | Tid      | Placering | Tid       | Placering | Tid     | Placering |       |
| --------------------------- | ----------------------- | ------- | --------- | -------- | --------- | --------- | --------- | ------- | --------- | ----- |
| Jang Kang-eun Kim Hong-kyun | Lättvikts-dubbelsculler | 6:42,97 | 5 R       | 7:12,17  | 6 SC/D    | 6:47,13   | 4 FD      | 6:47,44 | 20        |       |

Damer
| Idrottare               | Gren                    | Heat    | Heat      | Återkval | Återkval  | Kvartsfinal | Kvartsfinal | Semifinal | Semifinal | Final   | Final     | Final |
| Idrottare               | Gren                    | Tid     | Placering | Tid      | Placering | Tid         | Placering   | Tid       | Placering | Tid     | Placering |       |
| ----------------------- | ----------------------- | ------- | --------- | -------- | --------- | ----------- | ----------- | --------- | --------- | ------- | --------- | ----- |
| Shin Yeong-eun          | Singelsculler           | 8:17,40 | 3 QF      | i.u.     | i.u.      | 7:58,71     | 6 SC/D      | 8:23,62   | 5 FD      | 7:48,31 | 20        |       |
| Ji Yoo-jin Ko Young-eun | Lättvikts-dubbelsculler | 7:39,70 | 5 R       | 8:03,51  | 6 FC      | i.u.        | i.u.        | BYE       | BYE       | 7:39,46 | 17        |       |

## Segling
Herrar
| Seglare                   | Gren  | Lopp | Lopp | Lopp | Lopp | Lopp | Lopp | Lopp | Lopp | Lopp | Lopp | Lopp | Summerad poäng | Finalplacering |
| Seglare                   | Gren  | 1    | 2    | 3    | 4    | 5    | 6    | 7    | 8    | 9    | 10   | M*   | Summerad poäng | Finalplacering |
| ------------------------- | ----- | ---- | ---- | ---- | ---- | ---- | ---- | ---- | ---- | ---- | ---- | ---- | -------------- | -------------- |
| Lee Tae-hoon              | RS:X  | 22   | 14   | 20   | 15   | 20   | 25   | 13   | 11   | 9    | 9    | EL   | 133            | 18             |
| Ha Jee-min                | Laser | 23   | 33   | 37   | 31   | 13   | 17   | 17   | 34   | 22   | CAN  | EL   | 190            | 28             |
| Kim Hyeong-tae Yoon Cheul | 470   | 17   | 24   | 21   | 27   | 20   | 3    | 23   | 25   | 22   | 25   | EL   | 180            | 25             |

M = Medaljlopp; EL = Eliminerad – gick inte vidare till medaljloppet;

## Simning
- Huvudartikel: Simning vid olympiska sommarspelen 2008

## Simhopp
Herrar
| Idrottare       | Gren | Kval   | Kval      | Semifinal        | Semifinal        | Final            | Final            |
| Idrottare       | Gren | Poäng  | Placering | Poäng            | Placering        | Poäng            | Placering        |
| --------------- | ---- | ------ | --------- | ---------------- | ---------------- | ---------------- | ---------------- |
| Son Seong-cheol | 3 m  | 353,35 | 29        | Gick inte vidare | Gick inte vidare | Gick inte vidare | Gick inte vidare |

## Skytte
- Huvudartikel: Skytte vid olympiska sommarspelen 2008

## Taekwondo
| Idrottare        | Gren             | Åttondelsfinaler        | Kvartsfinaler        | Semifinaer            | Återkval             | Bronsmatch           | Final                  | Final     |
| Idrottare        | Gren             | Motståndare Resultat    | Motståndare Resultat | Motståndare Resultat  | Motståndare Resultat | Motståndare Resultat | Motståndare Resultat   | Placering |
| ---------------- | ---------------- | ----------------------- | -------------------- | --------------------- | -------------------- | -------------------- | ---------------------- | --------- |
| Son Tae-jin      | Herrarnas −68 kg | Bekkers (NED) W 4–3     | Tazegül (TUR) W 1–0  | Sung Y-c (TPE) W 7–6  | Bye                  | Bye                  | M López (USA) W 3–2    | 1         |
| Cha Dong-min     | Herrarnas +80 kg | Moitland (CRC) W 1–(−2) | Irgashev (UZB) W 2–0 | Matos (CUB) W 1–0     | Bye                  | Bye                  | Nikolaidis (GRE) W 5–4 | 1         |
| Lim Su-jeong     | Damernas −57 kg  | Su L-W (TPE) W 1–0      | Cheong (NZL) W 4–1   | Calabrese (ITA) W 5–1 | Bye                  | Bye                  | Tanrıkulu (TUR) W 1–0  | 1         |
| Hwang Kyung-seon | Damernas −67 kg  | Al-Maktoum (UAE) W 5–1  | Šarić (CRO) W 3–1    | Épangue (FRA) W 2–1   | Bye                  | Bye                  | Sergerie (CAN) W 2–1   | 1         |

## Tennis
| Spelare        | Gren       | Omgång 1                      | Omgång 2          | Åttondelsfinaler  | Kvartsfinaler     | Semifinaler       | Final / BM        | Final / BM       |
| Spelare        | Gren       | Motståndare Poäng             | Motståndare Poäng | Motståndare Poäng | Motståndare Poäng | Motståndare Poäng | Motståndare Poäng | Placering        |
| -------------- | ---------- | ----------------------------- | ----------------- | ----------------- | ----------------- | ----------------- | ----------------- | ---------------- |
| Lee Hyung-taik | Herrsingel | Arévalo (ESA) L 6–4, 3–6, 4–6 | Gick inte vidare  | Gick inte vidare  | Gick inte vidare  | Gick inte vidare  | Gick inte vidare  | Gick inte vidare |

## Tyngdlyftning
- Huvudartikel: Tyngdlyftning vid olympiska sommarspelen 2008